# Coupe de Suisse féminine de handball
La Coupe du Suisse féminine de handball est une compétition à élimination directe opposant des clubs féminins de handball et créée en 1999.

## Bilan
| Rang | Club                     | Nombre | Années                                                     |
| ---- | ------------------------ | ------ | ---------------------------------------------------------- |
| 1    | LC Brühl Handball        | 10     | 2002, 2003, 2004, 2006, 2008, 2009, 2010, 2012, 2016, 2017 |
| 2    | Spono Nottwil Lucerne    | 5      | 2001, 2011, 2013, 2018, 2019                               |
| 3    | LK Zug Handball          | 4      | 2014, 2015, 2021, 2022                                     |
| 4    | TSV St. Otmar Saint-Gall | 2      | 2000, 2007                                                 |
| 5    | ZMC Amicitia Zurich      | 1      | 2005                                                       |
| —    | Compétition annulée      | 1      | 2020                                                       |

## Palmarès par édition
Le palmarès est :
| Saison    | Vainqueur                                               | Score                                                   | Finaliste                                               |
| --------- | ------------------------------------------------------- | ------------------------------------------------------- | ------------------------------------------------------- |
| 1999-2000 | TSV St. Otmar Saint-Gall                                | 27 – 25                                                 | Spono Nottwil Lucerne                                   |
| 2000-2001 | Spono Nottwil Lucerne                                   | 35 – 26                                                 | TSV St. Otmar Saint-Gall                                |
| 2001-2002 | LC Brühl Handball                                       | 27 – 23                                                 | TSV St. Otmar Saint-Gall                                |
| 2002-2003 | LC Brühl Handball                                       | 31 – 15                                                 | LK Zug Handball                                         |
| 2003-2004 | LC Brühl Handball                                       | 26 – 21                                                 | LK Zug Handball                                         |
| 2004-2005 | ZMC Amicitia Zurich                                     | 31 – 30                                                 | LK Zug Handball                                         |
| 2005-2006 | LC Brühl Handball                                       | 24 – 21                                                 | Spono Nottwil Lucerne                                   |
| 2006-2007 | TSV St. Otmar Saint-Gall                                | 24 – 23                                                 | LK Zug Handball                                         |
| 2007-2008 | LC Brühl Handball                                       | 31 – 23                                                 | TSV St. Otmar Saint-Gall                                |
| 2008-2009 | LC Brühl Handball                                       | 35 – 16                                                 | TSV St. Otmar Saint-Gall                                |
| 2009-2010 | LC Brühl Handball                                       | 29 – 16                                                 | Basel Regio                                             |
| 2010-2011 | Spono Nottwil Lucerne                                   | 25 – 24                                                 | LC Brühl Handball                                       |
| 2011-2012 | LC Brühl Handball                                       | 30 – 24                                                 | Yellow Winterthur                                       |
| 2012-2013 | Spono Nottwil Lucerne                                   | 23 – 21                                                 | Basel Regio                                             |
| 2013-2014 | LK Zug Handball                                         | 27 – 17                                                 | TV Zofingen                                             |
| 2014-2015 | LK Zug Handball                                         | 34 – 28                                                 | DHB Rotweiss Thun                                       |
| 2015-2016 | LC Brühl Handball                                       | 28 – 21                                                 | Yellow Winterthur                                       |
| 2016-2017 | LC Brühl Handball                                       | 27 – 21                                                 | DHB Rotweiss Thun                                       |
| 2017-2018 | Spono Nottwil Lucerne                                   | 27 – 23                                                 | LC Brühl Handball                                       |
| 2018-2019 | Spono Nottwil Lucerne                                   | 27 – 25                                                 | DHB Rotweiss Thun                                       |
| 2019-2020 | Coupe non terminée en raison de la pandémie de Covid-19 | Coupe non terminée en raison de la pandémie de Covid-19 | Coupe non terminée en raison de la pandémie de Covid-19 |
| 2020-2021 | LK Zug Handball                                         | 29 – 26                                                 | Spono Nottwil Lucerne                                   |
| 2021-2022 | LK Zug Handball                                         | 37 – 36tab                                              | Spono Nottwil Lucerne                                   |
| 2022-2023 |                                                         | –                                                       |                                                         |